# Auto Express 118
Auto Express 118 bezeichnet einen Typ von Schnellfähren der australischen Werft Austal. Von den als Trimaran konzipierten Fähren wurden zwei Einheiten für die spanische Reederei Fred. Olsen Express gebaut.

## Geschichte
Die im Oktober 2017 bestellten Fähren wurden für die Reederei Fred. Olsen Express auf den Austal-Werften in Australien bzw. Philippinen gebaut. Sie basieren auf dem Trimaran-Konzept der Bauwerft, das mit der 2005 ebenfalls an Fred. Olsen Express abgelieferten Benchijigua Express des Typs Auto Express 127 erstmals umgesetzt wurde. Der Bau der ersten Fähre des Typs Auto Express 118 begann im September 2018 auf der Werft in Henderson. Die Fähren wurden im Juli 2020 bzw. Oktober 2021 abgeliefert. Die Baukosten beliefen sich auf rund 190 Mio. Australische Dollar. Die Fähren werden von Fred. Olsen Express im Fährverkehr der Kanarischen Inseln zwischen Agaete auf Gran Canaria und Santa Cruz de Tenerife auf Teneriffa eingesetzt.
Die Bañaderos Express wurde im Mai 2022 auf der Shippax Ferry Conference mit dem „Shippax Award 2022“ in der Rubrik „Fast Ferry“ ausgezeichnet.

## Beschreibung
Die Fähren werden von vier Viertakt-Zwanzigzylinder-Dieselmotoren des Typs MTU 20V8000M71L mit jeweils 9100 kW Leistung angetrieben. Die Motoren wirken über Untersetzungsgetriebe auf vier Wasserstrahlantriebe. Für die Stromerzeugung an Bord stehen vier von Caterpillar-Dieselmotoren des Typs C18 angetriebene Generatoren zur Verfügung. Der Maschinenraum mit den Antriebsmotoren befindet sich im mittleren der drei Rümpfe des Trimarans. Die Fähren sind mit zwei ausfahrbaren Bugstrahlrudern ausgerüstet.

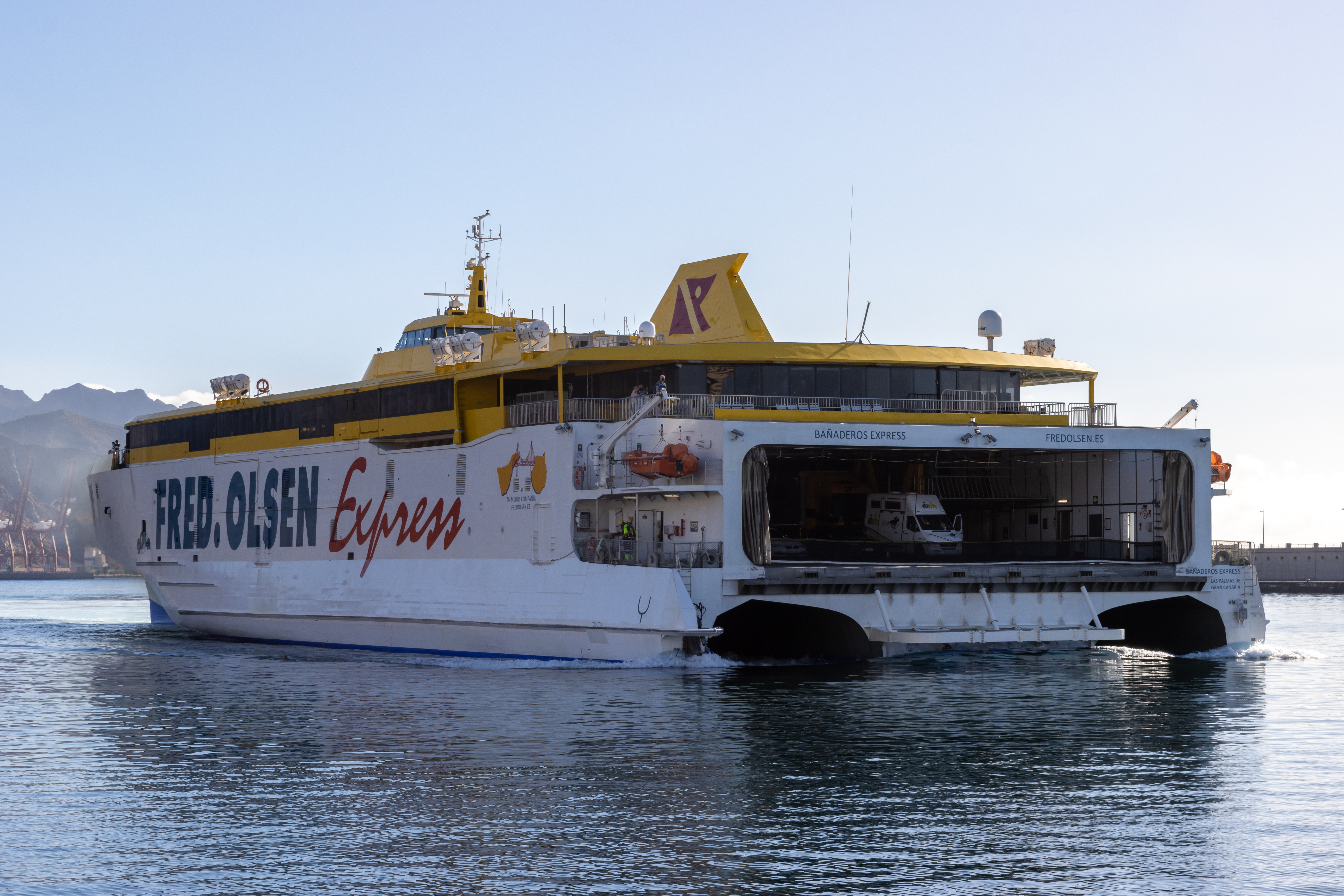
Heckansicht mit Zufahrt zum Fahrzeugdeck

Auf die Rümpfe sind die Decksaufbauten mit vier Decks aufgesetzt. Die unteren beiden Decks sind die Fahrzeugdecks. Das untere Fahrzeugdeck auf dem Hauptdeck ist über landseitig angelegte Rampen zugänglich. Die Zufahrt wird auf See durch eine Plane verschlossen. Das obere Fahrzeugdeck ist nur im vorderen Teil der Fähren fest verbaut, der größte Teil des Decks ist höhenverstellbar. Im vorderen Bereich ist das obere Fahrzeugdeck durch zwei Rampen mit dem unteren Fahrzeugdeck verbunden. Der vorderste und der hinterste Bereich der Fahrzeugdecks ist nach oben offen. Oberhalb der Fahrzeugdecks befindet sich das Deck mit den Einrichtungen für die Passagiere mit mehreren Bereichen mit Sitzgelegenheiten, einem Schnellimbiss, mehreren Bars, einem Shop und einem Kinderspielbereich. Am Heck befindet sich ein offener Decksbereich. Auf dem darüber liegenden Deck befinden sich das Steuerhaus und dahinter ein Aufenthaltsraum für die Besatzung mit der Messe sowie vier Kabinen.

## Schiffe
| Auto Express 118  | Auto Express 118         | Auto Express 118 | Auto Express 118                               |
| Bauname           | Bauwerft / Baunummer     | IMO- Nummer      | Kiellegung Stapellauf Ablieferung              |
| ----------------- | ------------------------ | ---------------- | ---------------------------------------------- |
| Bajamar Express   | Austal Australia / 394   | 9874296          | 13. Dezember 2018 4. Februar 2020 7. Juli 2020 |
| Bañaderos Express | Austal Philippines / 395 | 9874301          | 30. August 2019 27. April 2021 5. Oktober 2021 |

Die Fähren werden unter spanischer Flagge mit Heimathafen Las Palmas de Gran Canaria betrieben. Benannt sind sie nach den beiden Fähren Bajamar und Bañaderos, mit denen Fred. Olsen Express 1994 den Fährverkehr zwischen Gran Canaria und Teneriffa aufnahm und die die Namen von Orten auf Teneriffa bzw. Gran Canaria trugen.